# Afrotrilepis pilosa
Afrotrilepis pilosa là một loài thực vật có hoa trong họ Cói. Loài này được (Boeckeler) J.Raynal mô tả khoa học đầu tiên năm 1963.